# Comuna Hașciuvate, Haivoron
Hașciuvate (în ucraineană Хащувате) este o comună în raionul Haivoron, regiunea Kirovohrad, Ucraina, formată din satele Hașciuvate (reședința) și Prohres.

## Demografie
Componența lingvistică a comunei Hașciuvate
     Ucraineană (97,72%)
     Rusă (2,11%)
     Alte limbi (0,17%)
Conform recensământului din 2001, majoritatea populației comunei Hașciuvate era vorbitoare de ucraineană (97,72%), existând în minoritate și vorbitori de rusă (2,11%).